# Мішель Пао
Пао Хсін-хсуан, відома також як Мішель Пао (кит.: 包欣玄; нар. 1 вересня 1992, Синьчжу, Тайвань) — тайванська футболістка, нападниця. Виступала за національну збірну Китайського Тайбею. На студентському рівні виступала за «Пеппердайн Вейвз».

## Ранні роки
У 4-річному віці виїхала до США, де її батько отримав роботу. Футболом захопилася під впливом старшого брата. Мішель Пао грала за Пеппердайн під час навчання в коледжі між 2010 і 2014 роками; перша гравчиня університету, яка чотири рази отримала відзнаку першої команди All-WCC; а також чотири рази потрапляла до Команди всіх зірок Західного регіону NSCAA.

## Професіональна кар'єра

### «Віттсйо»
Пао була обрана під 24-м номером на драфті коледжу NWSL 2014 від «Скай Блу». Однак Мішель Пао не приєдналася до «Скай Блу», а замість цього поїхала грати до Швеції за «Віттсйо».

### «Ноджима Стелла Канагава»
У лютому 2016 року клуб 2-го дивізіону Жіночої футбольної ліги Японії «Нодзіма Стелла Канагава Сагаміхара» оголосив, що підписав контракт з Мішель. Пао з 11 голами завершила сезон 2016 року як найкраща бомбардирка у 2-му дивізіоні Л-Ліги 2016. «Нодзіма Стелла Канагава Сагаміхара» фінішувала першою в Дивізіоні 2 і таким чином першою в історії вийшла до Дивізіону 1. Наступного сезону виходила на поле здебільшого з лави запасних, а по його завершенні вирішила не продовжувати угоду й залишила команду.
8 грудня 2017 року оголосила про завершення кар'єри професійної футболістки наприкінці сезону 2017 року.

### Чемпіонат Тайваню
Починаючи з сезону 2018 року вона приєдналася до напівпрофесійного клубу «Тайчунг Блу Вейл», який виступає в Тайванській футбольній лізі Мулан , а паралельно з цим працювала інженером у Сіньчжу. Через скасування матчів, починаючи з травня 2021 року, відразу після свого 29-го дня народження у вересні повідомила, що покине «Тайчунг Блу Вейл», щоб повернутися до Каліфорнії.

## Кар'єра в збірній
Мішель Пао грала за національну футбольну збірну Китайського Тайбею на олімпійському кваліфікаційному турнірі АФК 2016 та відзначилася голом у другому турі проти національної збірної Йорданії.

## Статистика виступів

### Голи за збірну
| №   | Дата              | Місце                                                       | Суперник          | Рахунок | Результат | Змагання                                            |
| --- | ----------------- | ----------------------------------------------------------- | ----------------- | ------- | --------- | --------------------------------------------------- |
| 1.  | 16 вересня 2015   | Мандалартірі, Мандалай, М'янма                              | Йорданія          | 2–0     | 3–0       | кваліфікація олімпійського футбольного турніру 2016 |
| 2.  | 8 листопада 2016  | Гонконг Футбол Клаб, Гонконг                                | Гонконг           | 3–0     | 5–0       | Чемпіонат Східної Азії (E-1) 2017                   |
| 3.  | 11 листопада 2016 | Гонконг Футбол Клаб, Гонконг                                | Гуам              | 3–1     | 8–1       | Чемпіонат Східної Азії (E-1) 2017                   |
| 4.  | 5 квітня 2017     | Міжнародний стадіон Файсала Аль-Хуссейні, Ар-Рам, Палестина | Палестина         | 1–0     | 5–0       | кваліфікація чемпіонату Азії 2018                   |
| 5.  | 5 квітня 2017     | Міжнародний стадіон Файсала Аль-Хуссейні, Ар-Рам, Палестина | Палестина         | 3–0     | 5–0       | кваліфікація чемпіонату Азії 2018                   |
| 6.  | 19 серпня 2018    | Гелора Шрівіджая, Палембанг, Індонезія                      | Індонезія         | 4–0     | 4–0       | Азійські ігри 2018                                  |
| 7.  | 21 серпня 2018    | Бумі Шрівіджая, Палембанг, Індонезія                        | Мальдіви          | 5–0     | 7–0       | Азійські ігри 2018                                  |
| 8.  | 6 листопада 2018  | Гісар, Гісар, Таджикистан                                   | Таджикистан       | 1–0     | 9–0       | кваліфікація олімпійського футбольного турніру 2020 |
| 9.  | 6 листопада 2018  | Гісар, Гісар, Таджикистан                                   | Таджикистан       | 2–0     | 9–0       | кваліфікація олімпійського футбольного турніру 2020 |
| 10. | 8 листопада 2018  | Гісар, Гісар, Таджикистан                                   | Монголія          | 1–0     | 9–0       | кваліфікація олімпійського футбольного турніру 2020 |
| 11. | 11 листопада 2018 | Гісар, Гісар, Таджикистан                                   | Сінгапур          | 2–0     | 10–0      | кваліфікація олімпійського футбольного турніру 2020 |
| 12. | 11 листопада 2018 | Гісар, Гісар, Таджикистан                                   | Сінгапур          | 5–0     | 10–0      | кваліфікація олімпійського футбольного турніру 2020 |
| 13. | 11 листопада 2018 | Гісар, Гісар, Таджикистан                                   | Сінгапур          | 6–0     | 10–0      | кваліфікація олімпійського футбольного турніру 2020 |
| 14. | 6 квітня 2019     | Гранд Хамад, Доха, Катар                                    | Філіппіни         | 1–2     | 4–2       | кваліфікація олімпійського футбольного турніру 2020 |
| 15. | 9 квітня 2019     | Гранд Хамад, Доха, Катар                                    | Іран              | 1–0     | 4–0       | кваліфікація олімпійського футбольного турніру 2020 |
| 16. | 9 квітня 2019     | Гранд Хамад, Доха, Катар                                    | Іран              | 4–0     | 4–0       | кваліфікація олімпійського футбольного турніру 2020 |
| 17. | 23 лютого 2023    | Норт-Гарбор, Окленд, Нова Зеландія                          | Папуа Нова Гвінея | 2–0     | 5–0       | Товариський матч                                    |

## Досягнення

### Клубні
«Ноджима Стелла Канагава»
- Другий дивізіон жіночої футбольної ліги Японії
  -  Чемпіон (7): 2016

### Індивідуальні
- Найкраща бомбардирка Другого дивізіону жіночої футбольної ліги Японії: 2016

## Особисте життя
Мішель — донька Яо-куо Пао та Лівен Лін, має двох братів і сестер, Вейна та Джессі; відвідувала середню школу Монта-Віста в Купертіно, Каліфорнія. Закінчила Університет Пеппердайн за спеціальністю спортивна медицина.